# Joe Bendik
Joe Bendik, né le 25 avril 1989 à Huntington sur Long Island, est un joueur américain de soccer. Il évolue au poste de gardien de but.

## Biographie
Le 24 février 2012, Bendik s'engage avec les Timbers de Portland.
Le 19 juillet 2019, il est transféré au Union de Philadelphie en retour d'un choix de deuxième ronde lors de la MLS SuperDraft 2020. Il vient compenser numériquement le retour de Carlos Coronel au Red Bull Salzbourg. Le 14 novembre 2022, au terme de la saison, l'Union annonce que son contrat n'est pas renouvelé. Néanmoins, il signe une nouvelle entente d'une saison avec Philadelphie le 19 décembre suivant.